# Weissmies
Weissmies är ett berg i Schweiz. Det ligger i distriktet Visp och kantonen Valais, i den södra delen av landet. Toppen på Weissmies är 4 023 meter över havet.
Trakten runt Weissmies består i huvudsak av kala bergstoppar och isformationer.
Vid västra sidan av berget byggdes en linbana som når upp från Saas-Grund till 3100 meter över havet. Mellan linbanans toppstation och bergets topp ligger en stor glaciär (Triftgletscher). Den första bestigningen av berget utfördes i augusti 1855 av Jakob Christian Heusser och Peter Joseph Zurbriggen. Bergsguiden Zurbriggen hade egentligen yrket notarie och Heusser var från Zürich. De mer kunniga guiderna tvivlade på att båda nådde toppen. En direkt efterföljande expedition som gick efter fotspåren bekräftade bestigningen.
Den svårartade bestigningen genom östra bergskanten genomfördes 17 augusti 1867 för första gången. Laget bildades av E. P. Jackson och hennes make, av J. A. Peebles (alla från USA) och guiderna Peter Schlegel, Ulrich Rubi och Jean Martin.